# Saison 2023-2024 du FC Nantes
Maillots
Dernière mise à jour : 23 août 2024.
Chronologie
Saison précédente Saison suivante
La saison 2023-2024 du FC Nantes est la 81e saison de l'histoire du club nantais. Le club est engagé dans 2 compétitions : la Ligue 1 (56e participation) et la Coupe de France (81e participation).

## Pré-saison
- 29 juin : calendrier de la Ligue 1 dévoilé par la LFP[1].
- 6 juillet : reprise de l'entraînement à la Jonelière[2].
- 13 juillet  : Macron dévoile les nouveaux maillots de la saison (domicile et extérieur)[3].
- 17 au 23 juillet : stage de préparation à La Baule[2].
- 13 août : 1er match de Ligue 1[1].
- 9 au 12 janvier : stage de mi-saison à Marbella[4].

## Effectif et encadrement

### Transferts
| Nom                   | Nationalité | Poste     | Transfert                | Provenance/Destination | Division             | Référence |
| --------------------- | ----------- | --------- | ------------------------ | ---------------------- | -------------------- | --------- |
| Arrivées              |             |           |                          |                        |                      |           |
| Hugo Barbet           | France      | Gardien   | Libre                    | EA Guingamp            | Ligue 2              | Référence |
| Eray Cömert           | Suisse      | Défenseur | Prêt avec OA             | Valence CF             | LaLiga               | Référence |
| Jean-Kévin Duverne    | Haïti       | Défenseur | Libre                    | Stade brestois 29      | Ligue 1              | Référence |
| Yannis M'Bemba        | France      | Défenseur | Retour de prêt           | Le Puy Foot            | National             | -         |
| Ronaël Pierre-Gabriel | France      | Défenseur | Transfert                | 1. FSV Mayence 05      | Bundesliga           | Référence |
| Mohamed Achi          | France      | Milieu    | Retour de prêt           | Paris 13 Atletico      | National             | -         |
| Adson                 | Brésil      | Milieu    | Transfert                | SC Corinthians         | Serie A              | Référence |
| Lamine Diack          | Sénégal     | Milieu    | Prêt avec OA obligatoire | MKE Ankaragücü         | SüperLig             | Référence |
| Douglas Augusto       | Brésil      | Milieu    | Transfert                | PAOK Salonique         | Super League         | Référence |
| Matthis Abline        | France      | Attaquant | Prêt avec OA             | Stade rennais FC       | Ligue 1              | Référence |
| Joe-Loïc Affamah      | France      | Attaquant | Retour de prêt           | SC União Torreense     | Liga Portugal 2      | -         |
| Kader Bamba           | France      | Attaquant | Retour de prêt           | AS Saint-Étienne       | Ligue 2              | -         |
| Marquinhos            | Brésil      | Attaquant | Prêt sans OA             | Arsenal                | Premier League       | Référence |
| Mostafa Mohamed       | Égypte      | Attaquant | Levée d'OA               | Galatasaray SK         | Süper Lig            | Référence |
| Départs               |             |           |                          |                        |                      |           |
| Sébastien Corchia     | France      | Défenseur | Fin de contrat           | Amiens SC              | Ligue 2              | Référence |
| Junior Diaz           | France      | Défenseur | Prêt sans OA             | FC Annecy              | Ligue 2              | Référence |
| Andrei Girotto        | Brésil      | Défenseur | Transfert                | Al-Taawoun FC          | Saudi Premier League | Référence |
| Charles Traoré        | Mali        | Défenseur | Fin de contrat           | SC Bastia              | Ligue 2              | Référence |
| João Victor           | Brésil      | Défenseur | Fin de prêt              | Benfica Lisbonne       | Primeira Liga        | Référence |
| Ludovic Blas          | France      | Milieu    | Transfert                | Stade rennais FC       | Ligue 1              | Référence |
| Lohann Doucet         | France      | Milieu    | Prêt sans OA             | Paris FC               | Ligue 2              | Référence |
| Andy Delort           | Algérie     | Attaquant | Transfert (2,5M €)       | Umm Salal SC           | Qatar Stars League   | Référence |
| Evann Guessand        | France      | Attaquant | Fin de prêt              | OGC Nice               | Ligue 1              | Référence |
| Bridge Ndilu          | France      | Attaquant | Transfert                | FC Swift Hesperange    | Division Nationale   | Référence |

| Nom                | Nationalité | Poste      | Transfert       | Provenance/Destination | Division | Référence |
| ------------------ | ----------- | ---------- | --------------- | ---------------------- | -------- | --------- |
| Arrivées           |             |            |                 |                        |          |           |
| Jocelyn Gourvennec | France      | Entraîneur | Libre           | -                      | -        | Référence |
| Antoine Kombouaré  | France      | Entraîneur | Libre           | -                      | -        | Référence |
| Départs            |             |            |                 |                        |          |           |
| Pierre Aristouy    | France      | Entraîneur | Contrat résilié | -                      | -        | Référence |
| Jocelyn Gourvennec | France      | Entraîneur | Contrat résilié | -                      | -        | Référence |

| Nom                   | Nationalité   | Poste     | Transfert    | Provenance/Destination | Division            | Référence |
| --------------------- | ------------- | --------- | ------------ | ---------------------- | ------------------- | --------- |
| Arrivées              |               |           |              |                        |                     |           |
| Kelvin Amian          | France        | Défenseur | Transfert    | Spezia Calcio          | Serie B             | Référence |
| Nicolas Cozza         | France        | Défenseur | Prêt sans OA | VfL Wolfsburg          | Bundesliga          | Référence |
| Tino Kadewere         | Zimbabwe      | Attaquant | Prêt avec OA | Olympique lyonnais     | Ligue 1             | Référence |
| Bénie Traoré          | Côte d'Ivoire | Attaquant | Prêt avec OA | Sheffield United       | Premier League      | Référence |
| Départs               |               |           |              |                        |                     |           |
| Fabien Centonze       | France        | Défenseur | Prêt avec OA | Hellas Vérone          | Serie A             | Référence |
| Ronaël Pierre-Gabriel | France        | Défenseur | Transfert    | Dinamo Zagreb          | Prva Liga           | Référence |
| Jaouen Hadjam         | Algérie       | Défenseur | Transfert    | BSC Young Boys         | Super League        | Référence |
| Quentin Merlin        | France        | Défenseur | Transfert    | Olympique de Marseille | Ligue 1             | Référence |
| Adson                 | Brésil        | Milieu    | Transfert    | Vasco da Gama          | Serie A             | Référence |
| Lamine Diack          | Sénégal       | Milieu    | Prêt avec OA | Colorado Rapids        | Major League Soccer | Référence |
| Marquinhos            | Brésil        | Attaquant | Prêt résilié | Arsenal                | Premier League      | Référence |

## Matchs de la saison

### Matchs officiels de la saison
Le club est engagé dans 2 compétitions : la Ligue 1 (56e participation) et la Coupe de France (81e participation).
- La Ligue 1 2023-2024 est la 86e édition du championnat de France de football et la 22e sous l'appellation « Ligue 1 ». La division oppose 18 clubs en une série de 34 rencontres. Les meilleurs de ce championnat se qualifient pour les coupes d'Europe que sont la Ligue des champions, la Ligue Europa et la Ligue Conférence.
- La Coupe de France 2023-2024 est la 107e édition de la coupe de France, une compétition à élimination directe mettant aux prises tous les clubs de football amateurs et professionnels à travers la France métropolitaine et les DOM-TOM. Elle est organisée par la FFF et ses ligues régionales.

#### Classement
| Rang | Équipe               | Pts | J  | G  | N  | P  | Bp | Bc | Diff | Qualification ou relégation            |
| ---- | -------------------- | --- | -- | -- | -- | -- | -- | -- | ---- | -------------------------------------- |
| 12   | Montpellier HSC      | 41  | 34 | 10 | 12 | 12 | 43 | 48 | −5   |                                        |
| 13   | RC Strasbourg Alsace | 39  | 34 | 10 | 9  | 15 | 38 | 50 | −12  |                                        |
| 14   | FC Nantes            | 33  | 34 | 9  | 6  | 19 | 30 | 55 | −25  |                                        |
| 15   | Le Havre AC P        | 32  | 34 | 7  | 11 | 16 | 34 | 45 | −11  |                                        |
| 16   | FC Metz P            | 29  | 34 | 8  | 5  | 21 | 35 | 58 | −23  | Participation au barrage de relégation |

1. ↑  Retrait de 1 points.

## Statistiques

### Statistiques collectives
| Compétition     | Débute au tour | Termine        | Matches joués | Gagnés | Nuls | Perdus | Buts pour | Buts contre | Différence | Cartons jaunes | Cartons rouges |
| --------------- | -------------- | -------------- | ------------- | ------ | ---- | ------ | --------- | ----------- | ---------- | -------------- | -------------- |
| Ligue 1         | -              | -              | 34            | 9      | 6    | 19     | 30        | 55          | -25        | 68             | 3              |
| Coupe de France | 1/32 de finale | 1/16 de finale | 2             | 1      | 0    | 1      | 4         | 2           | +2         | 3              | 0              |
| Total           | -              | -              | 36            | 10     | 6    | 20     | 34        | 57          | -23        | 71             | 3              |

### Canari du Mois
Le FC Nantes a mis en place en 2017-2018, un système permettant aux supporters de voter pour le meilleur joueur nantais durant chaque mois de l'année. (Entre parenthèses, le nombre de trophées remportés par le joueur.)
| Mois                          | Lauréat              |
| ----------------------------- | -------------------- |
| Août 2023                     | Mostafa Mohamed (2)  |
| Septembre 2023                | Mostafa Mohamed (3)  |
| Octobre 2023                  | Moses Simon (5)      |
| Novembre 2023                 | Pedro Chirivella (3) |
| Décembre 2023                 | Alban Lafont (6)     |
| Janvier 2024                  | Douglas Augusto (1)  |
| Février 2024                  | Nicolas Pallois (6)  |
| Mars 2024                     | Moussa Sissoko (1)   |
| Avril 2024                    | Matthis Abline (1)   |
| Canari de la saison 2023-2024 | Nicolas Pallois (2)  |

## Affluence
L'affluence à domicile du FC Nantes atteint un total :
- de 468 429 spectateurs en 17 rencontres de Ligue 1, soit une moyenne de 27 555/match.
- de 31 962 spectateurs en 1 rencontre de Coupe de France, soit une moyenne de 31 962/match.
- de 500 391 spectateurs en 18 rencontres toutes compétitions confondues, soit une moyenne de 27 800/match.

Affluence du FC Nantes à domicile